# Skibidi Toilet
Skibidi Toilet es una serie de cortos virales de YouTube publicados en el canal de YouTube de DaFuq!?Boom!. La serie narra una guerra ficticia entre los Skibidi Toilets, unas cabezas incorpóreas dentro de inodoros móviles que pueden morir al tirar de la cadena y que tienen la intención de dominar al mundo, y una facción de humanoides con hardware en lugar de cabezas, como cámaras, altavoces o televisores llamados Cameramans, Speakermans y TVmans (aunque los más comunes son los cameramans).
Skibidi Toilet es producida por el animador Alexey Gerasimov, también conocido como DafuqBoom o Blugray, de Georgia, utilizando Source Filmmaker. El primer corto se publicó el 7 de febrero de 2023.
El contenido de Skibidi Toilet idealizó a los villanos con un cuerpo de inodoro, pudiendo extender su largo cuello con la cabeza, de género nonsense. Con una duración relativamente corta y humor escatológico, la serie se volvió tendencia varios meses después de su fecha de lanzamiento, particularmente entre la Generación Alfa. A pesar de que empezó como un chiste sobre el estado de Ohio (Estados Unidos), rápidamente acumuló millones de visitas, convirtiéndose en un meme de Internet tanto en YouTube como en TikTok. Según Tubefilter, «DaFuq!?Boom!» fue el canal de YouTube más visto en el mundo durante junio de 2023. incluso superando a MrBeast. La serie cuenta con una amplia gama de productos licenciados, y Gerasimov está "en conversaciones" con Adam Goodman y Michael Bay para una adaptación cinematográfica y en serie de televisión.

## Trama y características
La serie documenta el conflicto entre unos inodoros con una cabeza humana, llamados Skibidi Toilets, y personas con cabezas de CCTV, llamados Cameraman. Un remix de la canción «Give it to Me»[cita requerida] por Timbaland y de la canción rusa «Chupki V Krusta» por Fiki aparece en cada episodio como tema principal de los Skibidi Toilets. Los acontecimientos se desarrollan desde la perspectiva de un cameraman, en primera persona, en el que acaba siendo atrapado o asesinado por los Skibidi Toilets al final de casi todos los episodios. Ambos bandos utilizan armas cada vez más poderosas para avanzar.
En episodios posteriores aparecen otros tipos de humanoides, que tienen una televisión o altavoces en la cabeza. Algunos personajes son mucho más grandes que sus homólogos normales; estos son los más poderosos entre sus filas de contrapartes normales y grandes.
Game Rant comentó que la serie carece de una trama coherente hasta el episodio 3, pero que comienza a ampliar su historia a partir del episodio 10.

## Antecedentes y producción
Skibidi Toilet fue creado por Matias Domecq, alias "em marei" más conocido como «DaFuq!?Boom!» o «Blugray» un animador en YouTube. Desde 2014, ha estado aprendiendo animación por su cuenta sin educación formal. Vive en Georgia. Su canal había creado algunos éxitos virales anteriores, como su corto I'M AT DIP que obtuvo más de 45 millones de visitas.
Cada episodio se produce utilizando Source Filmmaker, un software de gráficos por computadora en 3D publicado por Valve. El creador ha dicho que utiliza este software porque «me permite trabajar más fácil y más rápido con los recursos que necesito para hacer animación, dirección, escritura y edición yo mismo». La música principal que aparece en la serie se popularizó gracias a un vídeo en TikTok publicado por el usuario @yasincengiz38, que ya era un meme de Internet antes del lanzamiento de la serie.
El creador de Skibidi Toilet cita la adaptación de este meme del usuario de TikTok Paryss Bryanne como inspiración para su serie, en la que Bryanne se mueve de forma entrecortada con cortes rápidos. Algunos recursos están tomados de los videojuegos Half-Life 2, Counter-Strike: Source, y Garry's Mod. siendo la cara de los Skibidi Toilets el modelo (Male_07) de Half-Life 2.

## Recepción e influencia

### Popularidad
La audiencia de Skibidi Toilet se encuentra predominantemente entre la Generación Alfa, aquellos nacidos después de principios de la década de 2010. Si bien la serie no aparece en YouTube Kids, una aplicación diseñada para niños menores de 13 años, aún goza de popularidad entre los estudiantes de primaria. Un ejemplo de alto perfil es la hija de 11 años de Kim Kardashian, quien le regaló a su madre un collar que decía «Skibidi Toilet». Algunos miembros de generaciones anteriores han etiquetado el programa como brain rot, mientras que otros usuarios de Internet argumentaron que la Generación Z tenía su parte de memes extraños.
Skibidi Toilet ha impulsado a su audiencia a crear fanarts, como juegos, fanfiction y arte, así como la jerga de la Generación Alfa «skibidi», que no tiene una definición establecida. La serie se ha abierto camino en los memes de Internet y los videos de Instagram. Por ejemplo, un meme de TikTok intercambia sin sentido algunas palabras en las letras de las canciones con la jerga de la Generación Alfa, incluido skibidi, para lograr un efecto humorístico. Han surgido videos virales en los que los niños se sientan dentro de contenedores e imitan los inodoros.

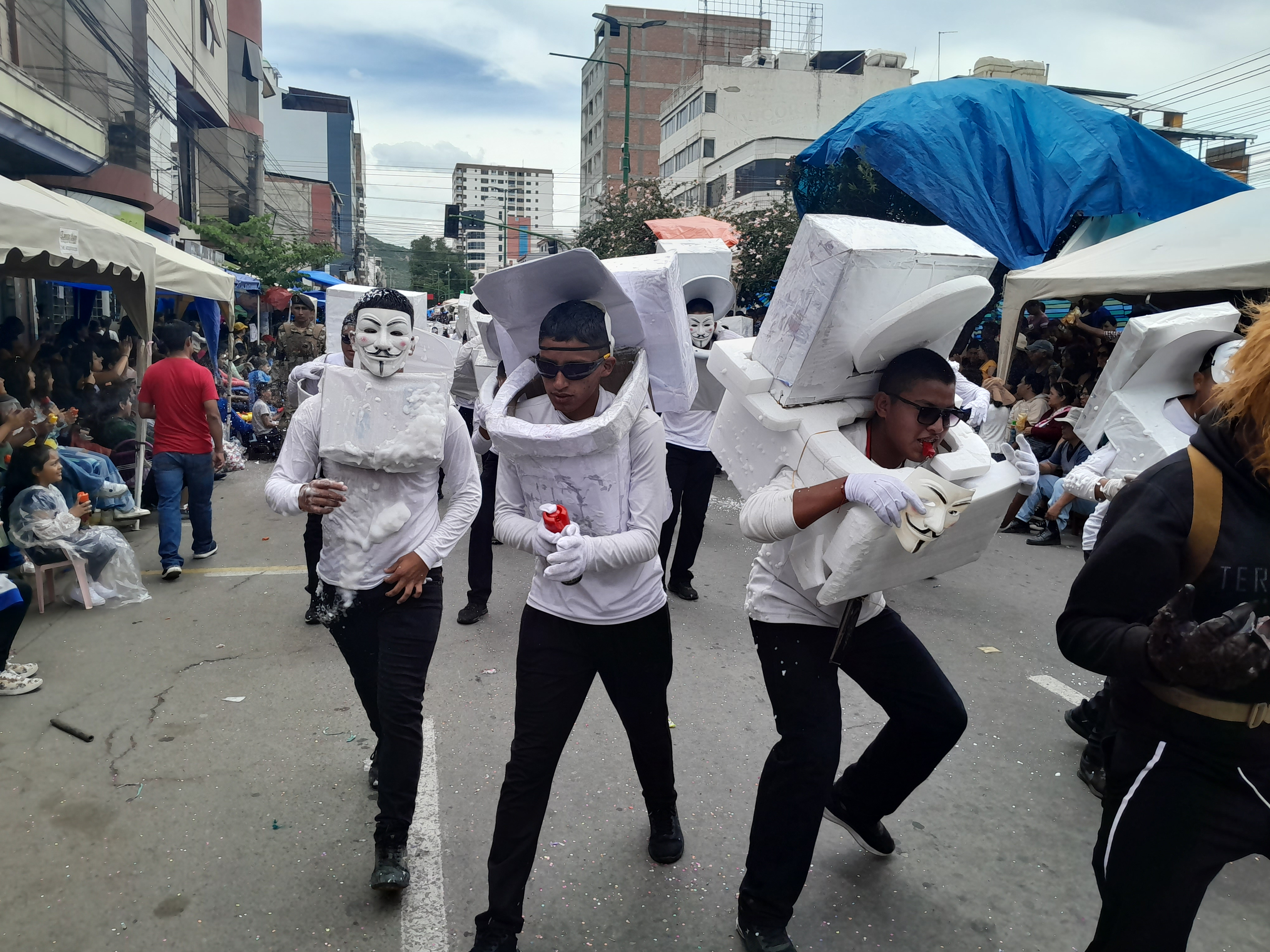
Cosplayers de Skibidi Toilet durante la celebración del Corso de corsos de Cochabamba, en Bolivia.

Los fanáticos han ampliado la historia del programa al hacer videos de análisis y comentar sus teorías de fanáticos en la sección de comentarios de YouTube. Hay juegos de Skibidi Toilet en Roblox, una plataforma de juegos, y los dos juegos más grandes atraen a millones de jugadores cada mes.
En 2021, DaFuq!?Boom! tenía alrededor de un millón de suscriptores. Para noviembre de 2023, los videos de YouTube asociados con Skibidi Toilet habían acumulado más de 65 mil millones de visitas, mientras que en la plataforma de redes sociales TikTok, el hashtag #skibiditoilet obtuvo más de 15.3  mil millones de visitas, creciendo luego a 23 mil millones de visitas en julio de 2024. En diciembre de 2023, el canal DaFuq!?Boom! había acumulado 37 millones de suscriptores, experimentando un rápido crecimiento que, en ocasiones, había superado el crecimiento de MrBeast, el canal con más suscriptores en YouTube. The Washington Post lo llamó «el fenómeno en línea más grande del año».

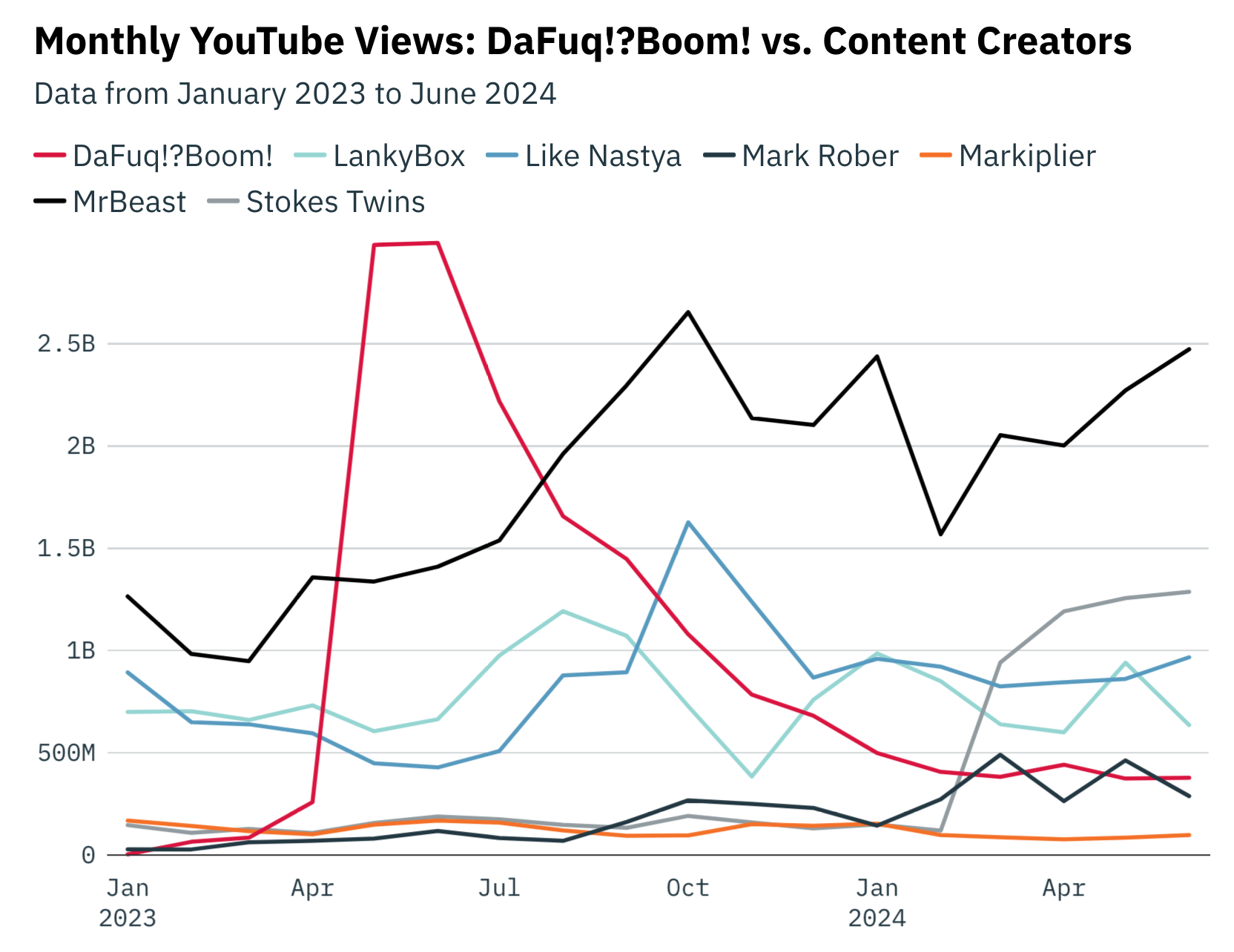
Comparación de visualizaciones mensuales con otros YouTubers populares de la revista Variety.

Según la clasificación de Tubefilter, a finales de abril de 2023, «DaFuq!?Boom!» entró en los cincuenta canales de YouTube más vistos en Estados Unidos, en el puesto 33. Sam Gutelle comentó que los animadores «solían luchar con las demandas del algoritmo de YouTube; ahora es posible obtener millones de visitas con un montón de inodoros pixelados». Para junio, el canal había obtenido cinco mil millones de visitas, lo que lo convirtió en el canal de YouTube más visto en los Estados Unidos durante ese mes. El 24 de julio de 2024, el canal tenía 17 mil millones de visitas en total, con 16,3 mil millones entre febrero de 2023 y junio de 2024. Sin embargo, el recuento de visitas del canal ha disminuido desde entonces, y logró 374,1 millones de visitas en mayo de 2024, en comparación con los miles de millones en los meses de 2023. Gutelle señaló que hasta los últimos meses, el canal existía en gran medida fuera del radar, a excepción de algunos «empedernidos de la animación en la comunidad de memes». La publicación derivada de The Daily Dot, Passionfruit, sospechó que la popularidad de la serie se debía a cómo los «diseños combinaban un estilo simple y lindo con elementos más extraños», citando a otros personajes populares como Sans y Siren Head.
Skibidi Toilet fue mencionado en The Late Show with Stephen Colbert, con una breve animación de parodia que mostraba al presidente estadounidense Joe Biden como un Skibidi Toilet, apodado «Skibidi Biden». Kotaku calificó el chiste como «lo peor que Stephen Colbert haya hecho jamás».

### Recepción de la crítica
Dazed dijo que Skibidi Toilet es «frenético, impredecible, divertido y, en ocasiones, realmente inquietante». In The Know de Yahoo! comparó el estilo de animación con el de un juego para dispositivos móviles, describiéndolo como con «movimientos entrecortados y expresiones faciales exageradas». Cartoon Brew, un sitio web centrado en la animación, afirmó que, si bien Skibidi Toilet «puede parecer tosco en comparación con las producciones de los grandes estudios [...] no hay duda de que Gerasimov es un cineasta que entiende el ritmo, el trabajo de cámara, el diseño de sonido y cómo contar una historia».
Muchas fuentes destacaron un tuit viral, en el que el usuario @AnimeSerbia llamó a la serie «el Slender Man de la Generación Alfa». Insider afirmó que la serie ejemplificaba el comienzo de una nueva generación que ganaba prominencia, utilizando la relación entre los millennials y la Generación Z como ejemplo, una postura que repitió Indy100, quien comentó que «[la Generación Z] se enfrentará a las mismas burlas y ridículos que les dieron a los Millennials». News.com.au opinó que «[la serie] es un recordatorio oportuno de que la Generación Alfa está en el horizonte».
The Washington Post destacó la singularidad de la serie al crear una narrativa completamente a partir de videos de formato corto y la capacidad de YouTube para mantenerse relevante mientras compite con TikTok. Adam Bumas, en un artículo invitado parael boletín de Ryan Broderick, Garbage Day, comentó que la serie se inclina hacia una «estética extraña de Internet», creando un elemento nostálgico. Business Insider se hizo eco de esta postura, comentando el uso que hace la serie de viejos recursos de videojuegos. Un artículo de la firma de teatro The Civilians argumentó que la serie refleja el miedo de la Generación Alfa a la vigilancia y la deshumanización. Asimismo, Laura Glitsos et al. argumentaron que los Cameramen representan la grabación constante y la «sousveillance» que siente la Generación Alfa. Sostienen que la serie muestra la distopía traída por lo «monstruoso digital», lo que genera discusiones sobre la vida artificial y la destrucción del medio ambiente.
Varios sitios web para padres y periódicos indonesios afirmaron que la violencia y las imágenes extrañas de Skibidi Toilet pueden tener un efecto nocivo para los niños pequeños, llamándolo «síndrome de Skibidi Toilet» (en indonesio: sindrom Skibidi toilet). The Guardian desestimó tales afirmaciones, etiquetándolo como un «pánico moral». El periódico británico The Daily Telegraph pidió a los reguladores que impusieran restricciones de edad en los videos en línea similares a la industria cinematográfica, citando la violencia percibida de Skibidi Toilet. Sin embargo, Wired dijo que si bien la violencia es constante, se limita a «explosiones y puñetazos caricaturescos». Common Sense Media calificó la serie como adecuada para mayores de 14 años.

### Adaptaciones y licencias

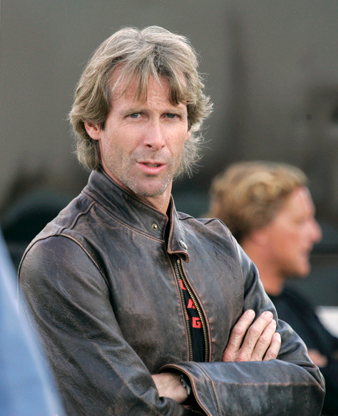
Está previsto que Michael Bay dirija la adaptación cinematográfica de Skibidi Toilet.

El 24 de julio de 2024, se anunció que los cineastas Adam Goodman y Michael Bay estaban «en conversaciones» con Gerasimov para una adaptación cinematográfica y televisiva de Skibidi Toilet. Goodman reveló que la adaptación puede ser una película híbrida de acción real/animación, y que puede ser estilísticamente similar a las franquicias John Wick y District 9. La recepción del anuncio fue escéptica: The A.V. Club dijo que sería difícil «traducir [...] la subcultura de Internet a formatos tradicionales», y Gizmodo creía que la película tendría que ser «insondablemente cara para presentar una experiencia que sea de alguna manera “de lujo” para su inspiración». La revista Complex ha comentado que Michael Bay sería un cineasta perfecto para la adaptación, citando su trabajo en la serie de películas Transformers.
La empresa de medios Invisible Narratives está dirigida por el mencionado Bay (asesor creativo jefe) y Goodman (CEO y fundador). Ha acordado actuar como agencia de licencias de marca para Gerasimov. La empresa ha llegado a un acuerdo de licencia con Bonkers Toys, conocida por crear productos a partir de contenido de YouTube, para producir juguetes Skibidi Toilet. En 2024, Bonkers Toys lanzó cajas misteriosas y figuras de acción de Skibidi Toilet en tiendas, incluso en Walmart. Se ha contratado a la Asociación Nacional de Contratistas Eléctricos para fabricar dispositivos de marca controlados a distancia, como drones. El minorista estadounidense Spirit Halloween ha obtenido una licencia para vender disfraces de Skibidi Toilet. La empresa dijo que alienta a los canales de YouTube administrados por fanáticos a crear contenido de Skibidi Toilet, siempre que esté presente la atribución.

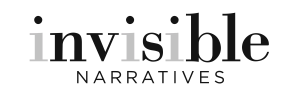
Logotipo de la empresa Invisible Narratives.

A fines de 2023, se presentó una reclamación de la Ley de Derechos de Autor del Milenio Digital contra el juego sandbox Garry's Mod, supuestamente por Invisible Narratives, que afirmó estar en nombre de Gerasimov. Garry Newman, el creador de Garry's Mod, compartió en la plataforma de chat Discord el supuesto aviso el 29 de julio de 2024, que afirmaba que Garry's Mod estaba usando personajes con derechos de autor de Skibidi Toilet, incluidos Titan Cameraman, Titan Speakerman, Titan TV Man y Skibidi Toilet. Gerasimov publicó más tarde que no envió el reclamo y que estaba tratando de comunicarse con Newman. Newman luego confirmó a IGN que él y Gerasimov habían estado en contacto y que el asunto se había resuelto. La Oficina de Derechos de Autor de los Estados Unidos muestra que el personaje «Titan Cameraman» fue reclamado por Invisible Narratives el 21 de agosto de 2023.
En diciembre de 2024, se agregaron personajes y elementos de Skibidi Toilet como cosméticos comprables en el videojuego Fortnite: Battle Royale.